# 皱边石杉
皱边石杉（学名：Huperzia crispata）为石杉科石杉属下的一个种。